# مهدي بالطام
مهدي بالطام (1990 المغرب) هو لاعب كرة قدم مغربي.

## روابط خارجية
- مهدي بالطام على موقع قاعدة بيانات كرة القدم.إي يو (الإنجليزية)